# Villa Belvedere (San Giuliano Terme)
La Villa Belvedere, anche conosciuta come Villa Bosniaski o villa del polacco, fu edificata nell'anno 1881, sullo sperone apicale del Monte Castellare sopra San Giuliano Terme, vicino a Pisa, dal polacco Sigismondo De Bosniaski e per la sua consorte Elisa di Rulikowski, contessa russa.

## Storia e descrizione
La villa è sviluppata su due piani più il seminterrato ed ha una pianta rettangolare. L'edificio era composto da 12 stanze ugualmente disposte sui tre piani complessivi. Nel seminterrato De Bosniaski aveva allestito una sorta di museo privato dei fossili vegetali carboniferi che possedeva. Il rifornimento idrico era garantito da alcune cisterne che ricevevano l'acqua piovana dalle grondaie della villa stessa e da alcune condutture che prelevavano l'acqua dai terrazzamenti realizzati in muri a secco per l'agricoltura.
Per accedere alla villa fu realizzata una nuova strada sul crinale del monte che parte da Asciano nella località di Asciano Valle. Un altro accesso è dalla parte di San Giuliano Terme attraverso uno stretto sentiero parzialmente interrotto a causa delle cave di estrazione del marmo calcareo sottostanti.
La villa venne abbandonata in seguito alla morte di De Bosniaski, dopodiché fu usata dai tedeschi nella seconda guerra mondiale come postazione di osservazione. Attualmente la villa è un rudere inagibile in quanto il tetto è crollato insieme a parte dei solai.
La villa è immersa in un giardino di cui ancora oggi si notano le specie floreali inusuali e gli alberi da frutto che ancora crescono nel territorio circostante alla villa.